# Garage Inc.
Garage Inc. er et dobbeltalbum, udgivet af heavy metal-bandet Metallica i 1998, bestående udelukkende af covernumre. Disk 1 indeholder (dengang) nyindspillede numre, mens disk 2 indeholder alle de covernumre som bandet havde spillet tidligere

## Numre

### Disk 1
1. "Free Speech for the Dumb" – 2:35 (Discharge)
2. "It's Electric" – 3:33 (Diamond Head)
3. "Sabbra Cadabra" – 6:20 (Black Sabbath)
4. "Turn the Page" – 6:06 (Bob Seger)
5. "Die, Die My Darling" – 2:29 (The Misfits)
6. "Loverman" – 7:52 (Nick Cave and the Bad Seeds)
7. "Mercyful Fate" – 11:11 (Mercyful Fate)
8. "Astronomy" – 6:37 (Blue Öyster Cult)
9. "Whiskey in the Jar" – 5:04 (Irsk folkesang)
10. "Tuesday's Gone" – 9:05 (Lynyrd Skynyrd)
11. "The More I See" – 4:48 (Discharge)

- "A Bridge of Sighs" (Robin Trower) – skjult nummer

### Disk 2
1. "Helpless" – 6:38 (Diamond Head)
2. "The Small Hours" – 6:43 (Holocaust)
3. "The Wait" – 4:55 (Killing Joke)
4. "Crash Course in Brain Surgery" – 3:10 (Budgie)
5. "Last Caress/Green Hell" – 3:29 (The Misfits)
6. "Am I Evil?" – 7:50 (Diamond Head)
7. "Blitzkrieg" – 3:36 (Blitzkrieg)
8. "Breadfan" – 5:41 (Budgie)
9. "The Prince" – 4:25 (Diamond Head)
10. "Stone Cold Crazy"– 2:17 (Queen)
11. "So What" – 3:08 (Anti-Nowhere League)
12. "Killing Time" – 3:03 (Sweet Savage)
13. "Overkill" – 4:04 (Motörhead)
14. "Damage Case" – 3:40 (Motörhead)
15. "Stone Dead Forever" – 4:51 (Motörhead)
16. "Too Late Too Late" – 3:12 (Motörhead)

## Musikere
- James Hetfield – Guitar, vokal
- Kirk Hammett – Guitar
- Jason Newsted – Bas, vokal
- Lars Ulrich – Trommer
- Cliff Burton – Bas (Blitzkrieg og Am I Evil?)